# Japan Railways
A Japan Railways Group, röviden JR Group, közkeletűen JR (japánul: JRグループ, Hepburn-átírással: Jeiāru Gurūpu, szoros átírással: Dzseiáru Gurúpu) Japán országos vasúti közlekedéséért felelős vállalatok csoportja, melyet az 1987. április 1-jén a korábbi Japán Nemzeti Vasutak, a JNR feldarabolásával létrehozott vállalatokat jelenti. Mára több mint 1600 állomása és 16 millió utasa van naponta.
A JR Group vállalatainak kezében van Japán vasúti hálózatának nagy része (beleértve a nagysebességű Sinkanszen vonalakat) és az ingázó vasúti szolgáltatások is. Valamint metró- és buszhálózattal is rendelkezik.
A JR Group maga sem tulajdonosa, sem pedig irányítója a csoporthoz tartozó különálló vállalatoknak.

## Történelem
A JR Group a japán állami vasúttársaság privatizációjával jött létre 1987. április 1-én. Az 1949 óta az ország vasúti közlekedéséért felelős Japanese National Railways az 1970-es és 1980-as évekre több oknál fogva igencsak eladósodott. Egyrészt a közúti és légi közlekedés egyre inkább háttérbe szorította a vasutakat, a közlekedési szektorban a vasút piaci részesedése 1985-re 23%-ra csappant. Másrészt állami vállalatként a japán kormány és országgyűlés nagy mértékben beleszólt a cég igazgatásába, így például meghatározták az alkalmazottak számát, egységes jegyárakat szabtak meg, amelyek nem tükrözték a régiók közötti árkülönbségeket, valamint veszteséges vidéki vasútvonalakat építtettek.
Az 1980-as években több kormányzati bizottság is a vállalat átalakítását és privatizációját javasolta. A japán kormány két lehetőséget vizsgált meg. Az egyik lehetőség szerint az állami vasutat két részre, egy a személyforgalom és egy a teherforgalom lebonyolításáért felelős cégre osztották volna. A másik lehetőség szerint a céget régiók szerint darabolták volna fel. A végleges változat szerint, amely 1987. április 1-én lépett érvénybe, a Japán Nemzeti Vasúttársaságból hét vállalat lett, ebből hatot személyi, egyet pedig teherközlekedéssel bíztak meg.

## Leányvállalatai
A csoportot két ipari és hét vasúti szállító vállalat alkotja. Hat szállító vállalat regionális alapon üzemelteti az országos vasútpálya-hálózatot, és biztosítja a személyszállítási szolgáltatásokat. A hetedik vállalat országos lefedettséggel biztosítja a teherszállítást, saját hálózat híján, a többi vállalat pályáját használva. A két ipari vállalat informatikai és kutatási területen tevékenykedik.

Japán vasúttársaságai

| Vállalat           | Társaság                                    | Szín         | Területi felosztás         |
| ------------------ | ------------------------------------------- | ------------ | -------------------------- |
| Utasszállító       | Hokkaido Railway Company (JR Hokkaido)      | Világoszöld  | Hokkaidó                   |
| Utasszállító       | East Japan Railway Company (JR East)        | Zöld         | Tóhoku, Kantó, Kōshin'etsu |
| Utasszállító       | Central Japan Railway Company (JR Central)  | Narancssárga | Tókai                      |
| Utasszállító       | West Japan Railway Company (JR West)        | Király kék   | Hokuriku, Kanszai, Csúgoku |
| Utasszállító       | Shikoku Railway Company (JR Sikoku)         | Világoskék   | Sikoku                     |
| Utasszállító       | Kyushu Railway Company (JR Kjúsú)           | Piros        | Kjúsú                      |
| Tehervonat         | Japan Freight Railway Company (JR Freight)  | Kék          | Országszerte               |
| Kutatási szervezet | Műszaki Kutatóintézet (RTRI) (RTRI)         | Lila         |                            |
| IT                 | Információs Részleg (JR System) (JR System) | Vörös        |                            |

## JR és a Sinkanszen
A Sinkanszen egy nagysebességű vasúthálózat, melyet a JR (Japanese Railways Groups), az ország fő vasúttársasága üzemeltet.
A Sinkanszen a tévhittel ellentétben nem a vonatot jelenti, hanem magára a vasúti pályára/vonalra utal.
A japánok a sinkanszent a gyorsaság, a mozgás és a fejlődés szimbólumának tartják. Az első vonalat 1964-ben nyitották meg Tokió és Oszaka között, amit a „Tókaidó Sinkanszen” névvel láttak el. A hálózatot a legtöbb honsú-i és kjúsú-i nagyvárosra kiterjesztették, földrengés és tájfun biztos vonatokkal. A vonat zárt pályán közlekedik, vagyis nincsenek közúti kereszteződések rajta. A hagyományos japán vasúthálózattól szélesebb nyomtávolsággal épült (1435 mm), így a hagyományos japán vonatok nem közlekedhetnek rajta.
A vonatok akár 320 km/h-val is közlekedhetnek, azonban még ez sem elég ahhoz, hogy a világ leggyorsabb vasútjává váljon. Viszont a világ egyik legbiztonságosabb közlekedési eszköze, csak egyetlen halálos balesetet okozott (az öngyilkosságokon kívül). Azért építették meg, mert a régi kétvágányú vasútvonal annyira túl volt terhelve, hogy a forgalmi igényeket már nem sikerült időben lebonyolítani.
Egy sinkanszenen haladó vonat kb. 14 kocsiból áll, abból tízben kötelező a helyfoglalás. Akik lecsúsznak a helyjegyekről és foglalni sem tudtak, azok állnak. Egy kocsiban kb 100 ülőhely van. A vonatok reggel hat és éjjel egy között közlekednek.
Japánban 5-féle vonatnem van, angol nevükön: local, rapid, express, limited express, super-express.
A japán rendszer érdekessége, hogy egy átlagos távolsági utazáshoz 3 dolgot kell megfizetni:
- kilométerfüggő alapjegyet,
- kilométerfüggő gyorsvonati pótjegyet,
- helyjegyet (fakultatívan)

Jelenleg hét nagysebességű sinkanszen-vasútvonal létezik, név szerint: a Tókaidó, a Szanjó, a Tóhoku, a Dzsóecu, a Hokuriku (egy ideig Nagano), a Kjúsú,és a Hokkaidó Sinkanszen. Ezek a vonalak, a kjúsúi és a hokkaidói vasútvonalat kivéve, mind Honsú szigetrészhez tartoznak.

## Fordítás
- Ez a szócikk részben vagy egészben  a   Japan Railways Group című angol Wikipédia-szócikk ezen változatának fordításán alapul.  Az eredeti cikk szerkesztőit annak laptörténete sorolja fel. Ez a jelzés csupán a megfogalmazás eredetét és a szerzői jogokat jelzi, nem szolgál a cikkben szereplő információk forrásmegjelöléseként.